# Şuşa (stad)

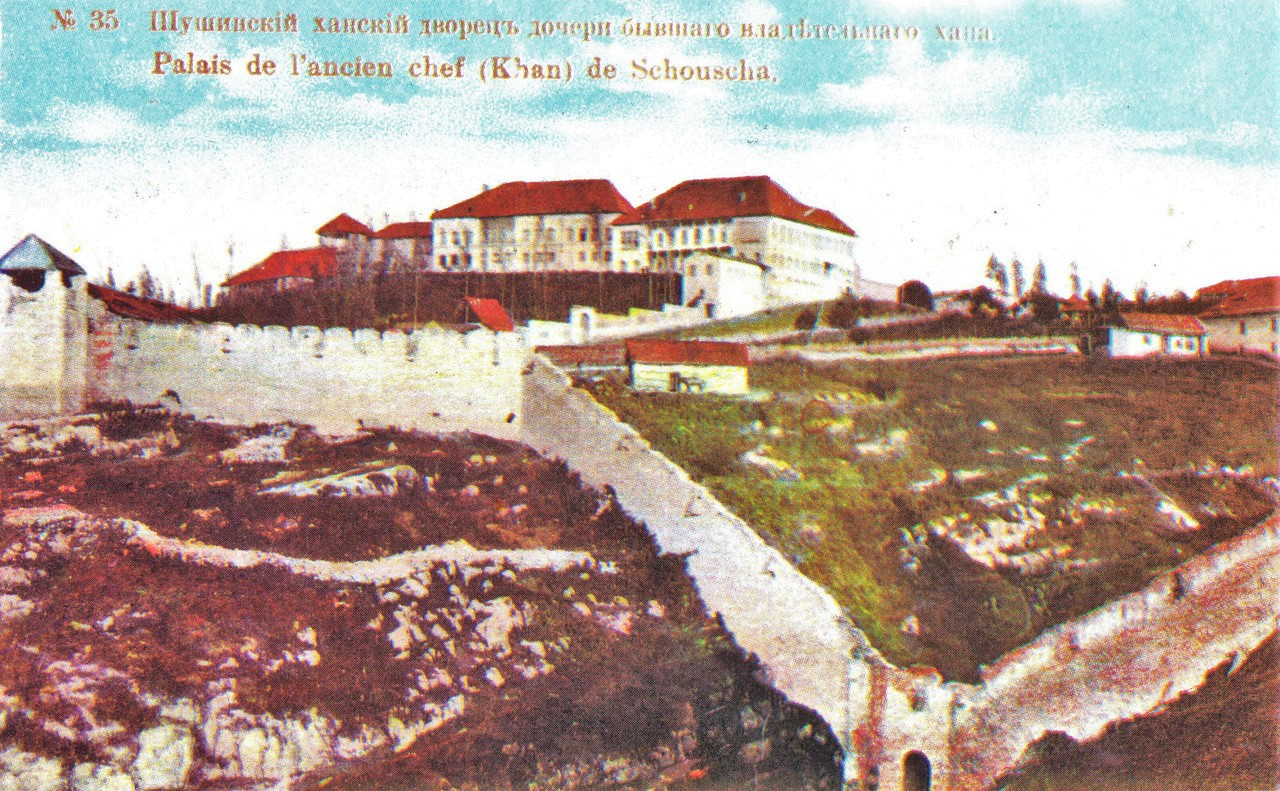
Het paleis van Xurşidbanu Natəvan, de dochter van de laatste heerser van het Kanaat Karabach. Eind 19e, begin 20e eeuw.

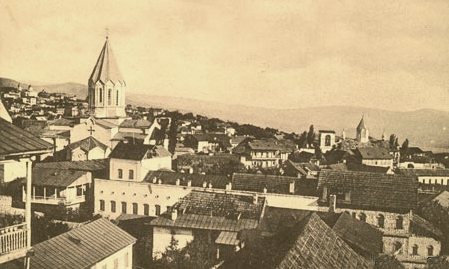
Het centrum van Şuşa aan het begin van de 20e eeuw.

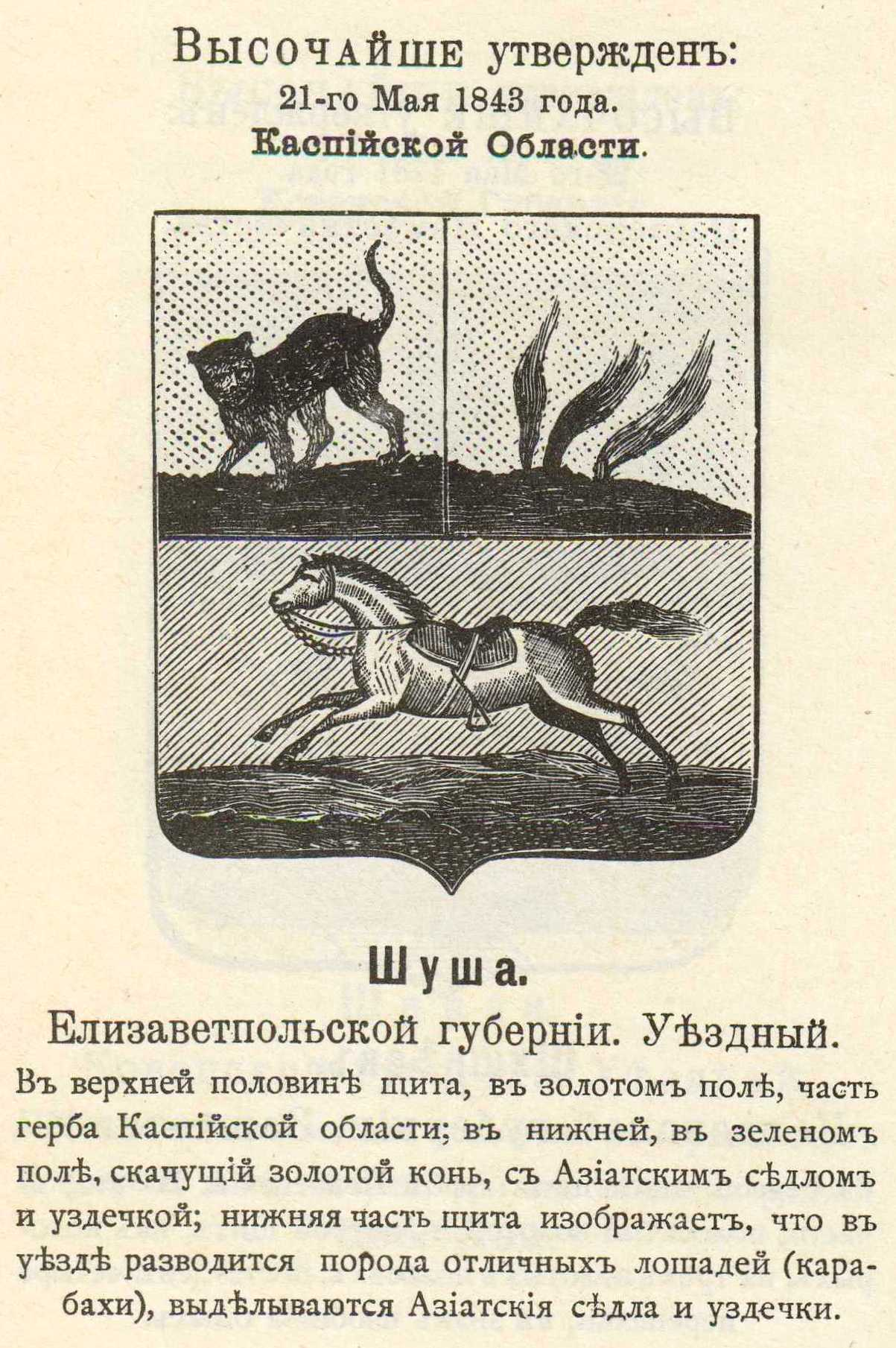
Wapen van Şuşa tijdens de Russische heerschappij in 1843.

Şuşa (bijwijlen gespeld als Sjoesja, Armeens: Շուշի, Sjoesji; ook: Shusha of Shushi) is een stad in Azerbeidzjan. De stad fungeert als hoofdstad van het Azerbeidzjaanse district Şuşa en maakt er zelf deel van uit. De stad werd in 1752 gesticht door Panah Ali Khan en vormde de hoofdstad van het Turkse Kanaat Karabach.
Als een vestingstad was het indertijd een belangrijk strategisch punt tussen het Keizerrijk Rusland en Perzië. In de 19de eeuw was het een belangrijk cultureel centrum voor de lokale Azerbeidzjaanse en Armeense bevolking. De stad stond bekend om haar vele intellectuelen, dichters, schrijvers en vooral muzikanten zoals zangers en mughamspelers en muziekvormen als de ashiq en kobuz.  In de jaren tussen de overheersing door het tsaardom Rusland en de Sovjet-Unie en tijdens de oorlogen van 1988 - 1994 en die van 2020 was de stad een twistappel tussen de Armeniërs en Azerbeidzjanen. Daarom wordt het ook wel het “Jeruzalem” van de Zuidelijke Kaukasus genoemd. In 1920 werden in Şuşa de Armeniërs het slachtoffer van een slachtpartij, waarbij - de schattingen lopen nogal uiteen - 500 tot meer dan 20.000.

## Etymologie
De stad werd vroeger Panahabad genoemd, naar de stichter van de stad Panah Ali Khan, de heerser van het Turkse Kanaat Karabach. Later werd de naam veranderd naar Şuşa.  Şuşa betekent fles in het Azerbeidzjaans. Het woord komt van het Perzische Shīsha.
Volgens de meeste historici ontleende de burcht haar naam aan het dichtbijgelegen dorp Sjosj. De historicus Arakel Babachanian vond dat het juist andersom was: het dorp zelf kreeg zijn naam van de burcht.

## Ligging
Şuşa ligt slechts tien kilometer ten zuiden van de stad Chankendi (Stepanakert). De stad is gevestigd op een steil rotsplateau, circa 1.500 meter boven de zeespiegel.

## Klimaat
De stad heeft een gematigd klimaat. De gemiddelde temperatuur in januari is +2,9; in april +7,4; in juli +18,9; in november +4,7 °C. De laagst gemeten temperatuur is -19,5 °C. De gemiddelde hoeveelheid neerslag bedraagt ca. 640 mm per jaar.

## Geschiedenis

### Voorgeschiedenis
Şuşa is vanouds bekend geweest als een natuurlijke, ongenaakbare vesting. Archeologische vondsten als grafstenen, kruisstenen en antieke keramiek bevestigen dat het al lang voor de 18e eeuw bewoond was. Bovendien getuigen de drieduizendjarige hunebedden bij het oude kerkhof van bewoning in prehistorische tijden.

### 16e – 18e eeuw
Van de 16e tot de 18e eeuw lag Şuşa in het domein van het vorstendom Varanda. Vorst Meliek-Sjahnazar II van Veranda, die een vete uitvocht met de vier andere prinsen van Karabach, gaf Şuşa over aan Panah Ali Kan en werd zijn bondgenoot. In 1751 werd Şuşa de zetelplaats van het Kanaat Karabach tot 1822. Şuşa werd omgeven met muren en er kwamen veel mensen van de omstreken hier wonen – zowel Azerbeidzjanen als Armeniërs, zodat het tot een klein stadje uitgroeide. Vanaf deze periode wordt Şuşa bekend onder haar huidige naam.

### Russische heerschappij
Vanwege zijn belang als strategisch punt werd Şuşa dikwijls door Perzische, Armeense Turkse en Russische legers aangevallen. Sinds het begin van de 19e eeuw kreeg het Russische Rijk steeds meer invloed in de Zuidelijke Kaukasus (Transkaukasië). Na de inlijving van het Georgische koninkrijk Kartli-Kachetië, sloten Azerbeidzjaanse Kanaten zich als protectoraat aan het Russisch Rijk. In 1805 werd het verdrag van Kurekchay getekend tussen het Karabachkanaat en het Russische Rijk, waarna het kanaat uiteindelijk onder Russische heerschappij kwam.
Als gevolg van twee Russisch-Perzische oorlogen, in 1804-1813 en 1826-1828, erkende Iran het gezag van Rusland over het Kanaat Karabach en andere kanaten in Transkaukasië. Het Russische rijk versterkte zijn macht in het Kanaat Karabach na het Verdrag van Gulistan in 1813 en het Verdrag van Torkamanchai van 1828.
Tijdens de Russisch-Perzische oorlog van 1826-1828, hield Şuşa gedurende enkele maanden stand, de stad werd niet overwonnen door Rusland of Iran. N a deze oorlog werd het Kanaat Karabach afgebroken voor Rusland, in plaats daarvan werd de provincie Karabach opgericht (1822-1840), met Şuşa als hoofdstad. Vervolgens werd Şuşa een oejezd (district) van het gouvernement Jelizavetpol (1840-1923). Hierna volgde voor Şuşa een langdurige vredestijd. De 19e eeuw werd zodoende de bloeitijd van Şuşa, dat inmiddels een belangrijk cultuur- en handelscentrum was geworden. Aan het begin van de 20e eeuw was Şuşa na Tbilisi de dichtstbevolkte stad van Transkaukasië. De stad was verdeeld in Azerbeidzjaanse en Armeense wijken. In 1822 bestond de bevolking van de stad uit 936 Azerbeidzjaanse (moslim) gezinnen en 762 Armeense gezinnen.

### Begin 20e eeuw

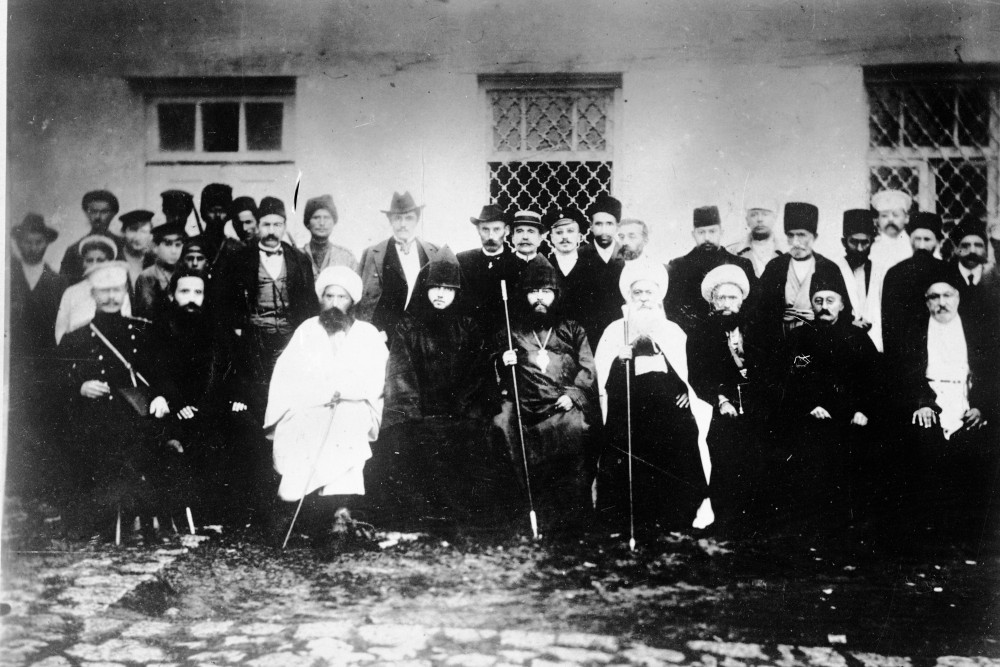
Een foto genomen in 1906 van de Karabach verzoening commissie, die bestond uit religieuze leiders en ouderlingen van zowel de Azerbeidzjaanse en Armeense gemeenschappen.

Het begin van de 20e eeuw was bestempeld met Armeens-Azerbeidzjaans confrontaties. Het is onduidelijk of het Russische migratiebeleid in de Kaukasus invloed had op het conflict. Zo nam het percentage van de Armeniërs in het hele gebied van het voormalige Kanaat Karabach toe tot 35 procent in 1832 en 53 procent in 1880, terwijl veel islamitische Azerbeidzjaanse gezinnen juist naar Iran emigreerden. De eerste confrontatie tussen etnische Armeniërs en Azerbeidzjanen vond plaats in Bakoe in februari 1905. Al snel sloeg het conflict over naar andere delen van Transkaukasië, voornamelijk in Azerbeidzjan (in die tijd was dit de benaming van een geografisch gebied met overwegend moslimbevolking). Zo vond op 5 augustus 1905 het eerste conflict tussen de Armeense en de Azerbeidzjaanse inwoners van Şuşa plaats. Als gevolg van de wederzijdse pogroms en moorden, kwamen honderden mensen om en meer dan tweehonderd huizen werden verbrand.
Na de Russische Revolutie, toen Armenië en Azerbeidzjan de onafhankelijkheid uitriepen en er grensgeschillen tussen beiden ontstonden, nam de etnische spanning in de regio toe. De Democratische Republiek Azerbeidzjan (1918-1920) en de Republiek Armenië eisten beiden de Karabach, Nachitsjevan en Sjoenik (Zangezoer) op. In deze gebieden waren beide volken in grote mate vertegenwoordigd. Na de nederlaag van het Ottomaanse Rijk in de Eerste Wereldoorlog, bezetten de Britse troepen Karabach, die een dubbelzinnig standpunt namen in de kwestie. Ze wezen ze de Armeense verovering in november 1918 van Zangezoer en de Karabachse districten Şuşa en Jabrayil af, maar in december 1918 erkenden ze de Armeense jurisdictie over Karabach en Zangezoer.
De Britse bevelhebber erkende het gezag van Xosrov bəy Sultanov, die aangesteld was de Azerbeidzjaanse regering als gouverneur-generaal van Karabach en Zangezur, met zijn zitplaats in Şuşa.
In augustus 1919 ging het lokale bestuur van Nagorno-Karabach, de Karabach Nationale Raad, een tijdelijk akkoord aan waarmee het Azerbeidzjaanse gezag erkend werd op de voorwaarde dat de definitieve status van Nagorno-Karabach in de Vredesconferentie van Parijs zou beslist worden. Het vredesakkoord duurde echter niet lang en het etnisch conflict barstte los. Op 5 juni 1919 werden zeshonderd Armeniërs van de dorpen rondom Şuşa gedood door Azerbeidzjaanse en Koerdische guerrillastrijders. Sultanov betoogde dat deze guerrillastrijders niet onder zijn controle en gezag waren. Het conflict escaleerde in een Armeense opstand, die in maart 1920 teruggedrongen werd door het Azerbeidzjaanse leger. In in de nacht van 21 op 22 maart 1920 vielen de Armeniërs van Karabach de Azerbeidzjaanse garnizoenen aan in Şuşa, Xankəndi en Askeran. Op dat moment vierden de Azerbeidzjanen de traditionele feestdag Novruz Bayram. De Armeense verrassingsaanval werd tegelijkertijd gecoördineerd met een groot aanval op de grenzen van Azerbeidzjan door Armenië. De verrassingsaanval in Karabach werd echter geen succes en naar aanleiding hiervan viel het Azerbeidzjaanse leger de Armeniërs in Şuşa aan, wat uiteindelijk leidde tot de Armeense pogrom van maart 1920. Bij de pogrom kwamen volgens verschillende bronnen tussen de 500 en 20.000 Armenen om het leven. Tevens werden de Armeense wijken van de stad verwoest. De Russische dichter Nadjezjda Mandelstam die na het bloedbad in 1920 de stad had bezocht, schreef dat er behalve moslims geen enkele Armenen meer waren.

### Sovjetperiode
In april 1920 werd, terwijl Azerbeidzjan en Armenië met elkaar oorlog voerden, Azerbeidzjan binnengevallen door het Rode Leger (11e Leger). Later dat jaar, in november, werd ook Armenië veroverd door het Rode Leger en beide landen werden opgenomen in de Sovjet-Unie. Het Kaukasus Bureau (Kavburo) van de Communistische Partij zou onder toezicht van Jozef Stalin territoriale geschillen oplossen. Op 5 juli 1921 werd de beslissing genomen om Nagorno-Karabach in de Azerbeidzjaanse SSR te laten. In 1923 werd Nagorno-Karabach een autonome regio in Sovjet-Azerbeidzjan. De nieuwe hoofdstad van de autonome regio werd de stad Xankəndi (uitgesproken als Khankendi), die kort daarna omgedoopt werd tot Stepanakert naar de Armeense bolsjewiek Stepan Sjahoemjan.
Şuşa bleef gedeeltelijk geruïneerd tot de jaren 1960, toen de stad geleidelijk begon te herleven door haar recreatieve mogelijkheden. In 1977 werd de stad uitgeroepen tot een reservaat van Azerbeidzjaanse architectuur en geschiedenis. Zo werd Şuşa een belangrijke resort-stad in de voormalige Sovjet-Unie.

### Jaren negentig tot 2020
Tijdens de Oorlog in Nagorno-Karabach (1990-1994) werd Şuşa het belangrijkste Azerbeidzjaanse bolwerk in Karabach. Vanuit hier werden Stepanakert en andere Armeense woonplaatsen in Nagorno-Karabach constant onder vuur genomen waarbij een groot aantal burgerslachtoffers vielen. De Armeniërs beschoten op hun beurt de stad.
Op 9 mei 1992 werd de stad ingenomen door Armeense troepen en de Azerbeidzjaanse bevolking, van rond de 15.000, ontvluchtte haar. Volgens het Instituut voor Oorlog en Vrede Rapportage, werd de stad geplunderd en verbrand door de Armeniërs. Tijdens de controle door Armeense troepen lag de stad nog in deels in puin. In 2007 werden twee moskeeën van Şuşa gerestaureerd.
De Azerbeidzjaanse bewoners van de stad konden tijdens deze periode niet terugkeren. Na het einde van de oorlog werd de stad deels herbevolkt door Armeense vluchtelingen uit Azerbeidzjan en andere delen van Nagorno-Karabach. De burgemeester van de stad werd rechtstreeks gekozen. Karen Avagimian werd gekozen op 29 maart 2009. Hij werd in 2013 opgevolgd door Artsvik Sargsian. In 2019 werd Khachatur Hairabian de nieuwe burgemeester. De Azerbeidzjaanse regering in Bakoe benoemde ook burgemeesters, achtereenvolgens Nizami Bahmanov (1992-2008), Bayram Səfərov (2009-2018) en Tural Ganjaliyev (2018-). Alleen Bahmanov verbleef de eerste maand na zijn benoeming in de stad. De autoriteiten van Nagorno-Karabach waren van plan om het parlement in 2022 te verplaatsen van de hoofdstad Stepanakert naar Shusha. In datzelfde jaar werd Shusha heroverd door Azerbeidzjan.

### Na de oorlog in 2020
Tijdens de oorlog in Nagorno-Karabach in 2020 veroverden de Azerbeidzjaanse strijdkrachten een gedeelte van Nagorno-Karabach. Op 8 november 2020 kwam Shusha onder controle van Azerbeidzjan na een dagenlange strijd om de stad. In eerste instantie werd de herovering ontkend vanuit Armeense zijde. Pas enige dagen later bevestigden de Armeniërs de controle van Azerbeidzjan over de stad. Na de herovering ging men in Azerbeidzjan de straten op om de militaire overwinning te vieren.
In januari 2021 werd Shusha uitgeroepen tot de culturele hoofdstad van Azerbeidzjan.

## Demografische ontwikkeling
Bron: Artikel Shusha van de Engelse Wikipedia
Opm: Bevolkingscijfers in duizendtallen

## Cultuur

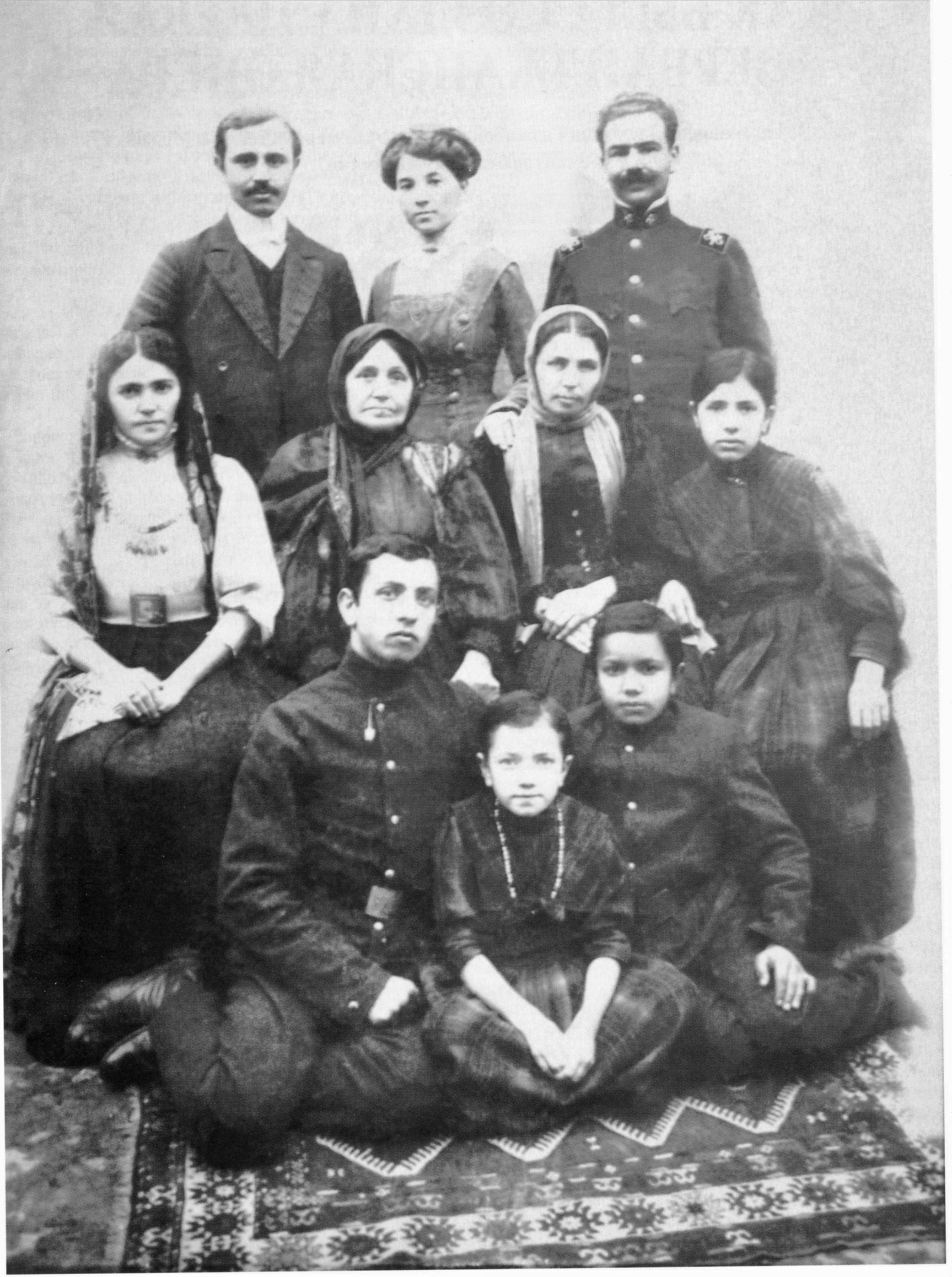
Azerbeidzjaanse componist Uzeyir Hajibeyov (linksboven) met zijn gezin in Şuşa. (1915)

Şuşa is bekend door muzikale tradities onder Azerbeidzjanen. De stad kent enkele muzikale scholen en instellingen van Mugham, een traditioneel muzikaal genre uit Azerbeidzjan.

## Historische gebouwen
- Stadswallen, gebouwd in de 17e en 18e eeuw, lengte: ca. 2,5 km, hoogte: 7–8 m, met een aantal torens.
  - Drie poorten: in het zuidwesten de Jerevanspoort, in de Jelizavetpolpoort.
- Stedelijk museum van Sjoesji
- Kathedraal van Şuşa, gebouwd tussen 1868-1887.
  - Andere Armeense kerken zijn: Sint-Johannes de Doper (geb. 1847) en Sint-Christus de Zaligmaker (geb. 1838)
  - Nonnenklooster Koesanats (gebouwd 1816)
- Moskee van Govhar Agha van Beneden-Sjoesja, gebouwd tussen 1875-1876
- Moskee van Govhar Agha van Boven-Sjoesja, gebouwd tussen 1768-1885
  - Tevens waren er in de 19e eeuw nog twaalf moskeeën waarvan maar een deel bewaard is gebleven
- Saatli Moskee, gebouwd in 1883
- Paleis van de dochter van de khan, gebouwd in de late 19e eeuw en was genoemd naar Natavan, een bekende Azerbeidzjaanse dichteres en de dochter van de khan van Karabach.
- Zjamharian Openbare Ziekenhuis, gebouwd in 1902 door de broeders Zjamharians, was een van de eerste publieke ziekenhuizen in de Kaukasus.
- Realschule, Russische staatscollege, gebouwd in 1881.
- Christelijke Middelbare school, gesticht op 22 juli 1938 door Bagdasar Hasan-Jalalian, de aartsbisschop van Karabach.
- St. Maria (Mariamian) Meisjesacademie, gesticht in 1864 en bevorderd door Mariam Hachoemian.
- Nikolayevsk Russisch-Tataarse school, gesticht in 1896
- Chandamiryan schouwburg, gebouwd in 1891.
- Azerbeidzjaanse karavanserai uit de 18e eeuw
- Mausoleum van Molla Panah Vagif (gebouwd in 1982), een Azerbeidzjaanse dichter en vizier van het Karabachkanaat
- Graftombe van Melik-Daniël, de voorlaatste prins van het Vorstendom Chatsjen uit de familie.

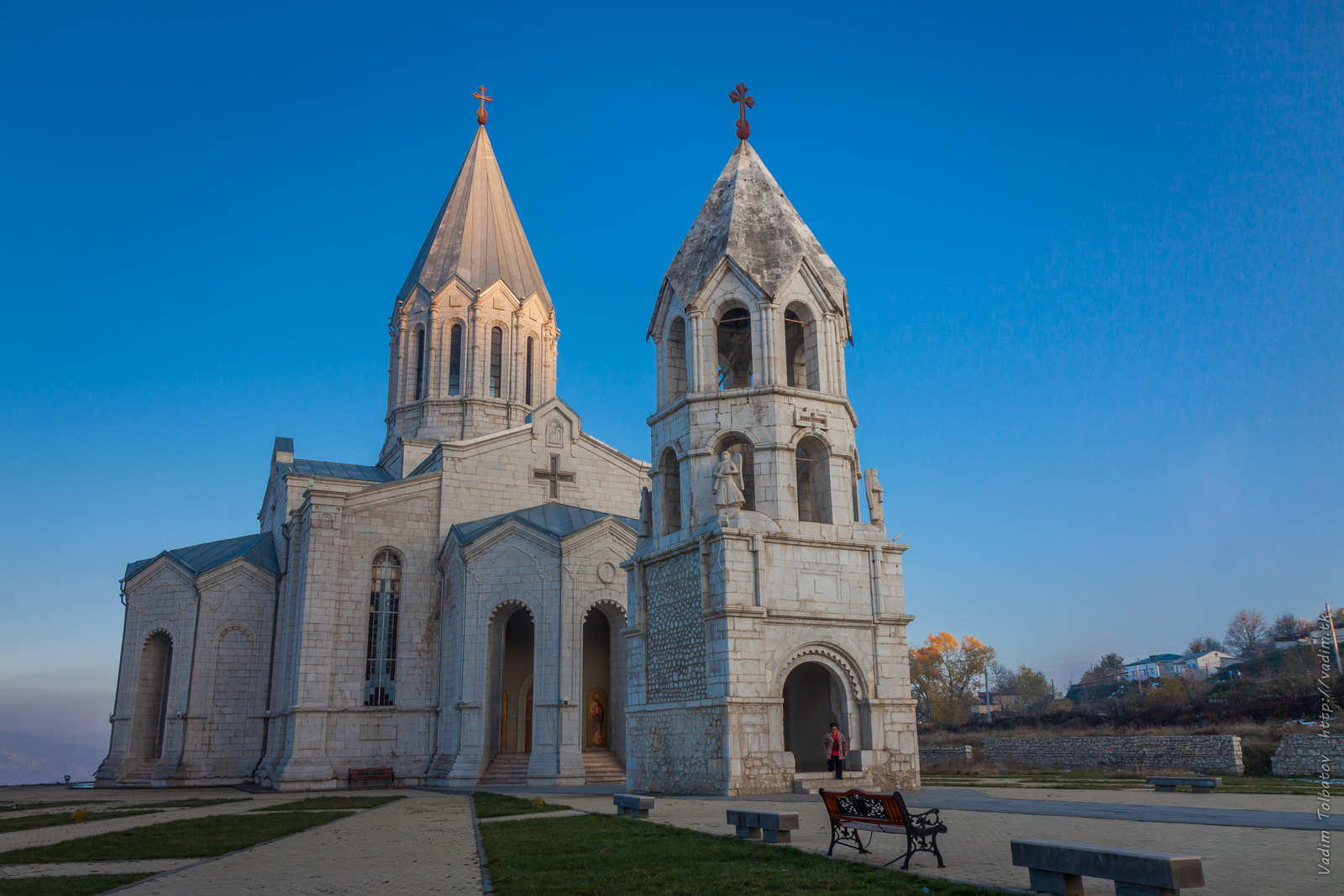
Kathedraal van de Heilige Verlosser, ook wel Ghazanchetsots kathedraal, Armeense-apostolisch
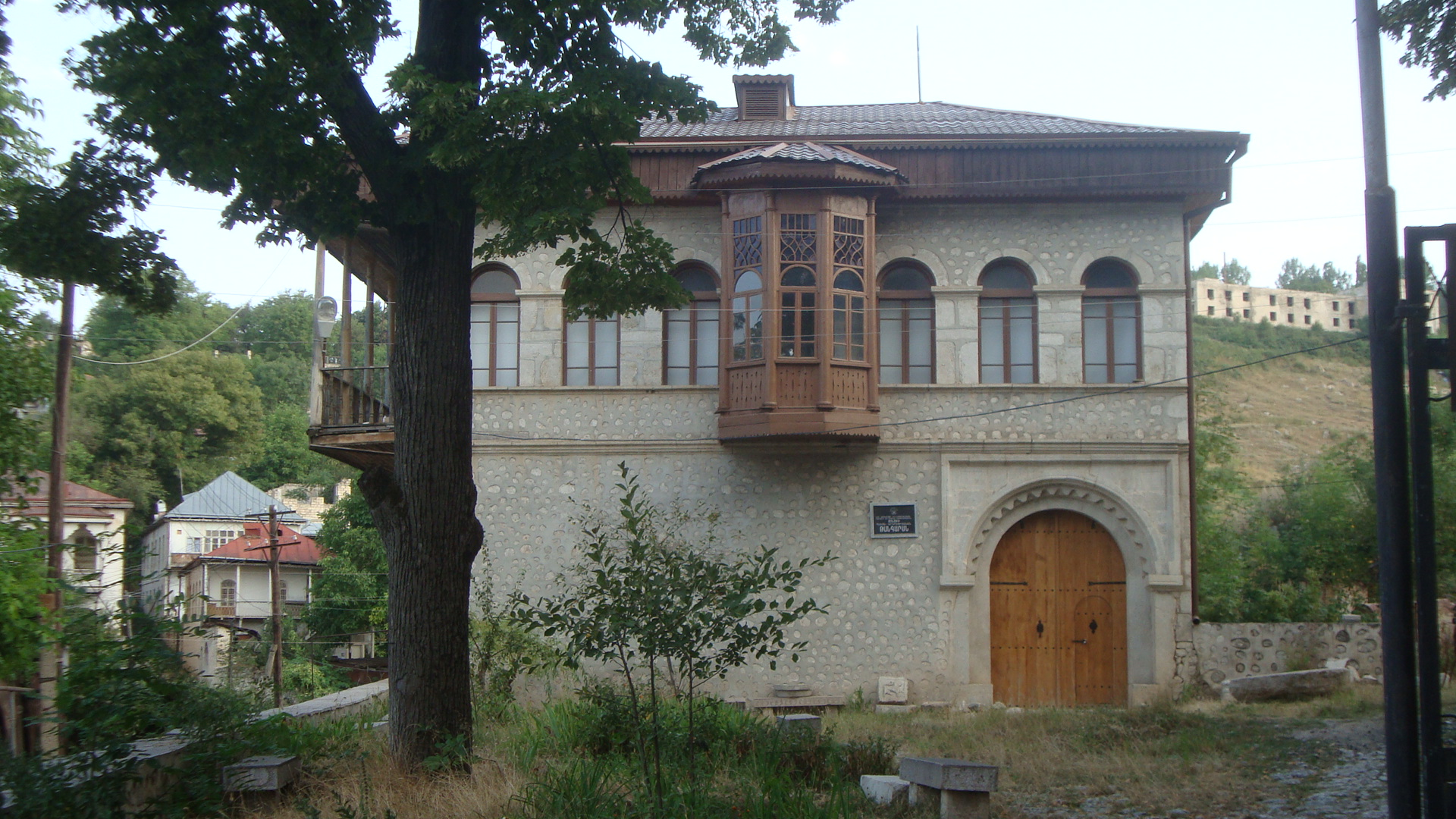
Stedelijk museum van Sjoesji
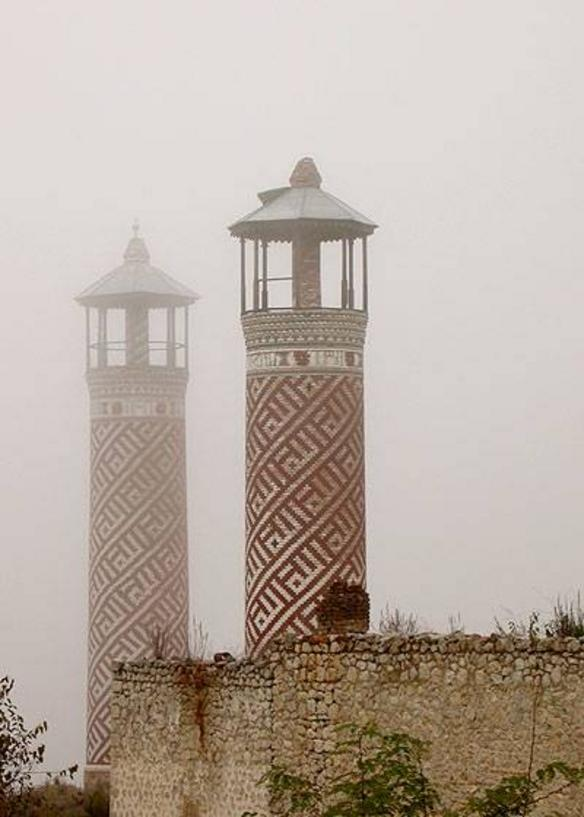
De moskee van Beneden-Sjoesja
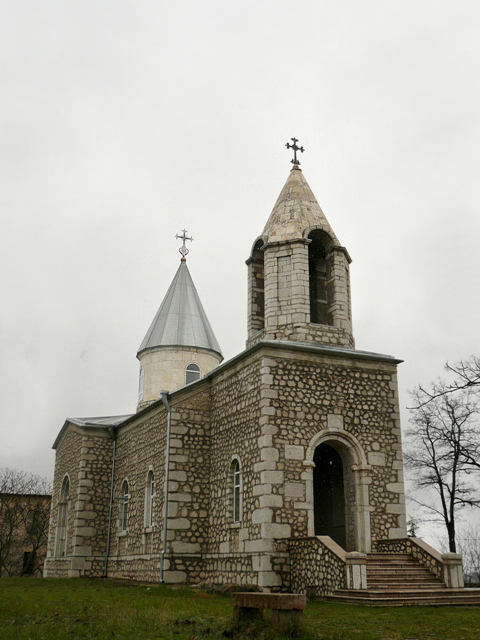
Sint-Johannes de Doper
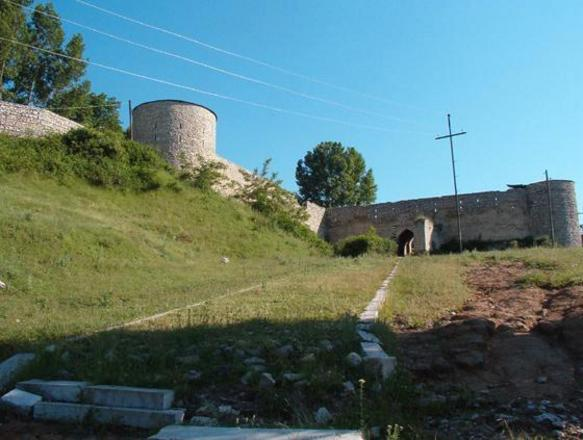
Stadswallen van de stad
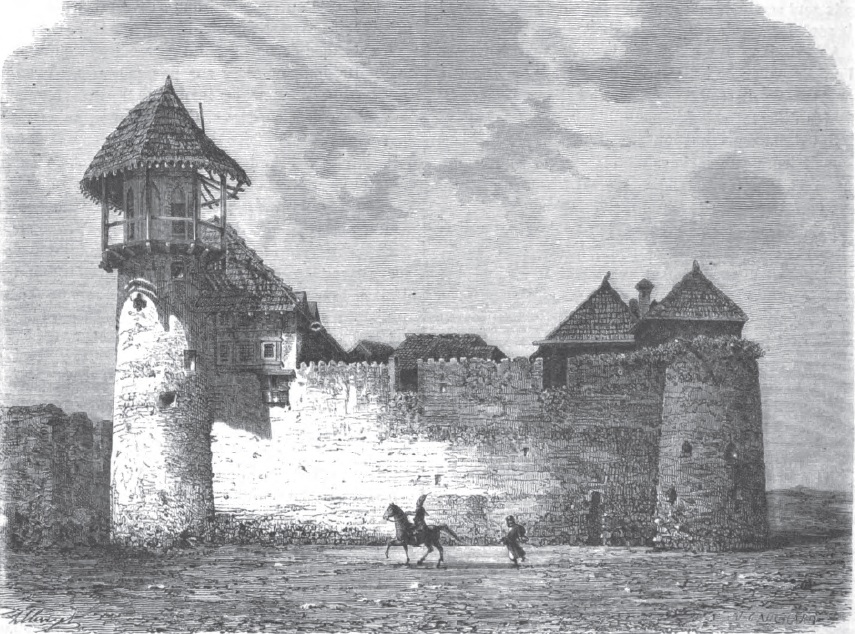
Noordwestelijke kant van de stadswallen
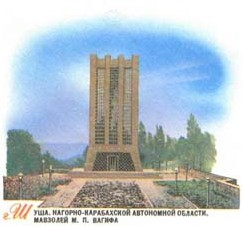
Mausoleum van Molla Panah Vagif

## Personen
- Üzeyir Hacıbəyov, Azerbeidzjaanse en Sovjetcomponist van klassieke muziek en opera, dirigent, publicist, toneelschrijver, leraar, vertaler, en de sociale figuur uit Azerbeidzjan. Hij componeerde muziek voor het volkslied van Azerbeidzjan.
- Jafargulu agha Javanshir (1787–1867), Azerbeidzjaans dichter en majoor-generaal van het Russische Keizerlijke Leger
- Fikrət Əmirov, was een Azerbeidzjaans componist.
- Bülbül  (1897–1961), oftewel Murtuza Mammadov, Azerbeidzjaanse operazanger, volksmuziek artiest en een van de oprichters van het nationale muziektheater in Azerbeidzjan.
- Yusif Vəzir Çəmənzəminli, Azerbeidzjaans schrijver en staatsman bekend om zijn romans, korte verhalen, essays en dagboeken.
- Ibrahim Khalil Khan, Khan van het Kanaat Karabach, uit de familie Javanshir.
- Xurşidbanu Natəvan, lyrische dichteres van Azerbeidzjan.
- Mir-Möhsün Nəvvab, Azerbeidzjaanse wetenschapper, dichter, artiest, muziek historicus, astronoom, timmerman, chemicus en wiskundige.
- Lətif Kərimov, Azerbeidzjaanse tapijtkunstenaar.
- Əbdürrəhim bəy Haqverdiyev (1870–1933), Azerbeidzjaanse toneelschrijver, regisseur, politicus en publieke figuur.
- Jeyhun Hacıbəyov, Azerbeidzjaanse publicist, journalist en etnograaf.
- Bülbülcan, oftewel Abdulbagi Zulalov, Azerbeidzjaanse zanger van volksmuziek en Mugam
- Əhməd bəy Ağayev, Azerbeidzjaanse publicist en journalist.
- Süreyya Ağaoğlu, Azerbeidzjaanse schrijfster, jurist en advocaat.
- Ağabəyim ağa Cavanşir, dichteres, dochter van de tweede khan van Karabach Ibrahim Khalil Khan, vrouw van Iraanse sjah Fath-Ali
- Əhməd Bəşir oğlu Bədəlbəyli, Azerbeidzjaanse operazanger, mugamzanger en acteur.
- Ivan Davidovitsj Lazarev (1820–1879), luitenant-generaal van het Russische Keizerlijke Leger.
- Moeratsan (1854–1908), Armeens (roman)schrijver.
- Armen Tachtadzjan (1910-2009), Armeens-Russisch botanicus, gespecialiseerd in plantentaxonomie en biogeografie.
- Arakel Babachanjan (1860–1932), Armeens historicus.
- Stepan Aghajanjan (1863–1940), Armeens schilder.
- Hambardzoem Arakeljan (1865–1918), Armeens journalist en activist.
- Aleksander Atabekjan (1868–1933), Armeens anarchist.
- Süleyman Sani Axundov, Azerbeidzjaanse toneelschrijver, journalist, auteur en leraar.
- Şəmsi Bədəlbəyli, Azerbeidzjaanse theater regisseur en acteur.
- Kamran Bağirov, was de 12e Eerste Secretaris van de Communistische Partij van Azerbeidzjan.
- Nizami Bəhmənov, Azerbeidzjaanse politicus en hoofd van de uitvoerende macht van Şuşa en voorzitter van de Azerbeidzjaanse Gemeenschap van Nagorno-Karabach in Ballingschap.
- Cabbar Qaryağdıoğlu, Azerbeidzjaanse volkszanger (khananda).
- Soltan Hacıbəyov (1919–1974), Azerbeidzjaanse componist en Volksartiest van de Sovjet-Unie.
- Kərbəlayı Səfixan Qarabaği, Azerbeidzjaanse architect en een van de oprichters van de Karabach Architectuur Universiteit.
- Firudin bəy Köçərli, Azerbeidzjaans schrijver, filoloog en literair criticus.
- Xudadat bəy Məlik-Aslanov, Azerbeidzjaanse politicus en professor aan de universiteit.
- Kərimbəy Mehmandarov, Azerbeidzjaanse arts en filosoof.
- Sadıqcan oftewel Sadig Asadoglu, was een Azerbeidzjaanse tar-muzikant (Sazanda) en de uitvinder van de Azerbeidzjaanse tar instrument.
- Bayram Səfərov, Azerbeidzjaanse politicus en hoofd van de uitvoerende macht van Şuşa en de voorzitter van de Azerbeidzjaanse Gemeenschap van Nagorno-Karabach in Ballingschap.
- Lətif Səfərov, Azerbeidzjaanse acteur en filmregisseur.
- Xan Şuşinski, Azerbeidzjaanse khananda (volkszanger).
- Mehdiqulu Xan Usmiyev, was een lyrische dichter van Azerbeidzjan en luitenant-kolonel in het Russische leger.
- Molla Pənah Vaqif, was een 18e-eeuwse dichter, de grondlegger van het realisme genre in de Azerbeidzjaanse poëzie en ook staatsman en diplomaat, vizier – de minister van Buitenlandse Zaken in het Karabachkanaat.
- Əbdürrəhman Vəzirov, was de 13e eerste secretaris van de Communistische Partij van Azerbeidzjan en de leider van de Azerbeidzjaanse SSR van 1988 tot en met januari 1990.
- Mir Hasan Vəzirov, was een Azerbeidzjaanse communistisch revolutionair leider in de Kaukasus.
- Nəcəf-bəy Vəzirov, Azerbeidzjaanse toneelschrijver en journalist.
- Qasım bəy Zakir (1784–1857), Azerbeidzjaanse dichter uit de 19e eeuw en een van de oprichters van de realisme en satirische genre in Azerbeidzjaanse literatuur.
- Nikolaj Zinin, Russische organisch chemicus.
- Mehdigulu Khan Usmiyev, Azerbeidzjaanse schrijver en dichter.
- Vartan Sarkisov (1875–1955), Armeens architect.
- Frejdoen Aghaljan (1876–1944), Armeens architect.
- Toeman Toemanjan (1879–1906), Armeens militair.
- Arsen Terterjan (1882–1953), Armeense wetenschapper.
- Artasjes Babaljan (1886–1959), Armeense politicus.
- Sahak Ter-Gabrieljan (1886–1937), Armeens politicus.
- Hajk Gjoelikechvjan (1886–1951), Armeens literair criticus.
- Asjot Hovhannisjan (1887–1972), Armeens politicus en historicus.
- Mikael Arutchian (1897–1961), Armeens schilder.
- Ivan Tevosjan (1902–1958), Armeens politicus.
- Ivan Knoenjants (1906–1990), Armeens scheikundige.
- Gevork Kotjantz (1909–1996), Armeens schilder.
- Nelson Stepanjan (1913–1944), Armeens piloot en luitenant-kolonel van het Rode Leger.
- Goergen Borjan (1915–1971), Armeens dichter en toneelschrijver.
- Sejran Ohanjan (1962), Armeens politicus, kolonel-generaal en minister van Defensie van Armenië tussen 2008 en 2016.

## Partnersteden
- Erzurum (Turkije)
- Türkistan (Kazachstan)